# Hematofagia

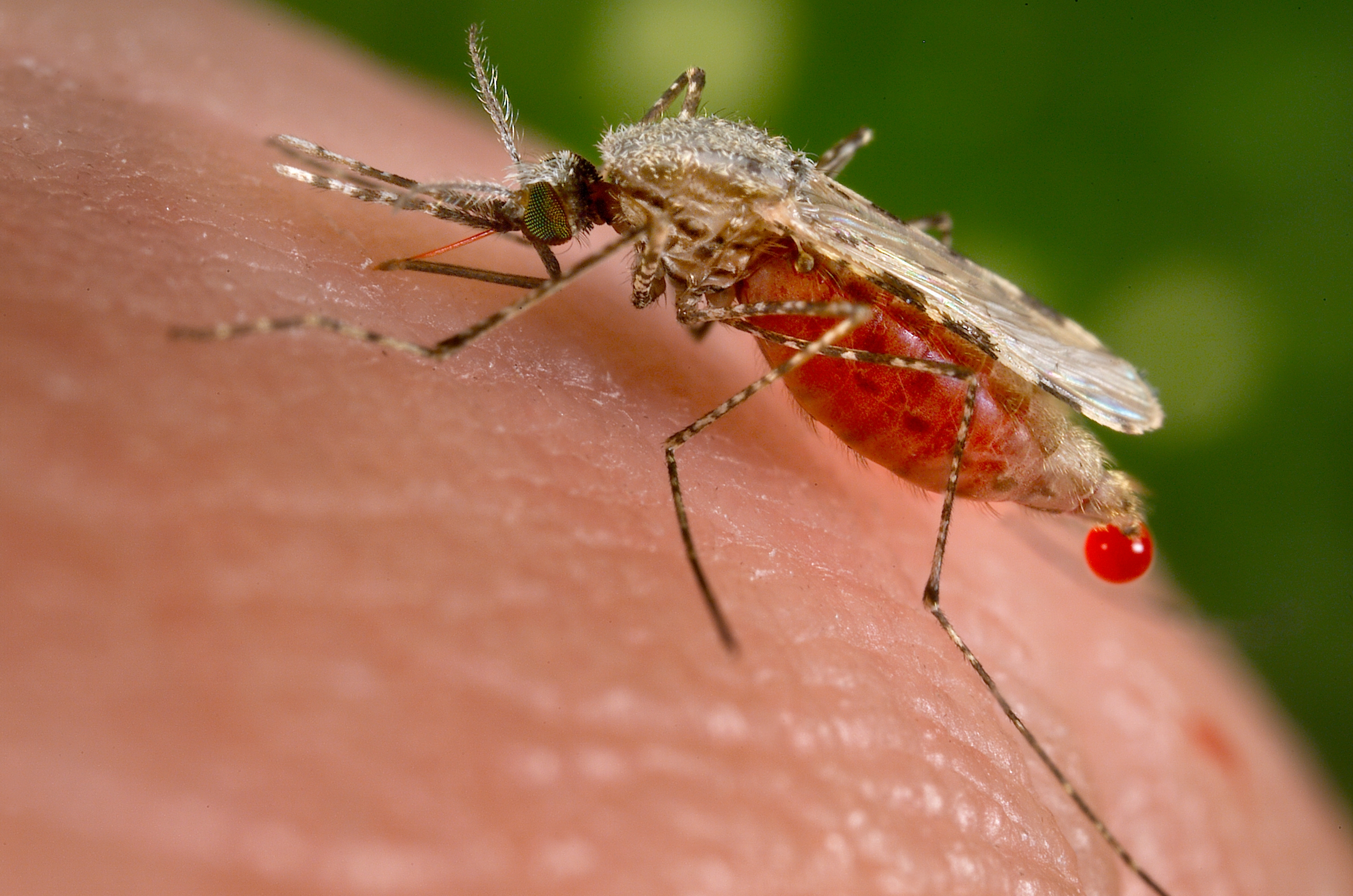
Anopheles stephensi

La hematofagia (del griego αἷμα haima "sangre" y φάγειν phagein "comer") es el hábito de alimentación de aquellos que se nutren con sangre. Representa una forma de ectoparasitismo, en la mayoría de casos, y de endoparasitismo, en el de las tenias, por ejemplo. Entre los casos más notables de hematófagos están los mosquitos, de los que solo las hembras son hematófagas, las garrapatas, los zancudos, las pulgas y piojos. Algunos nematodos intestinales, como los Ancylostoma, se alimentan de sangre extraída de los capilares del intestino, y alrededor del 75 % de todas las especies de sanguijuelas (por ejemplo, Hirudo medicinalis), un anélido de vida libre, son hematófagos. Algunos peces (p. ej., las lampreas y los candirús), mamíferos (especialmente los murciélagos vampiros) y aves (p. ej., los pinzones vampiros, los sinsontes de Española, el zorzal de Tristán y los picabueyes) también practican la hematofagia. 

## Mecanismos y evolución
Estos animales hematófagos tienen piezas bucales y agentes químicos que les permiten penetrar en las estructuras vasculares de la piel de los huéspedes, principalmente de mamíferos, aves y peces. Este tipo de alimentación se conoce como flebotomía (de las palabras griegas, phleps "vena" y tomos "cortar").
Una vez realizada la flebotomía (en la mayoría de insectos por medio de la probóscide, un "aguijón" fino y hueco especializado que perfora la piel y los capilares; en los murciélagos gracias a sus dientes incisivos afilados que actúan como una cuchilla que corta la piel), la sangre se adquiere por acción de succión directamente de las venas o los capilares, de un charco de sangre que se haya regado, o por lamido (de nuevo, en los murciélagos). Para evitar la hemostasia natural (coagulación de la sangre), la vasoconstricción, la inflamación y la sensación de dolor en el huésped, los animales hematófagos han desarrollado soluciones químicas, en su saliva por ejemplo, que preinyectan (la anestesia y la dilatación capilar han evolucionado en algunas especies hematófagas). Los científicos han desarrollado medicamentos anticoagulantes a partir del estudio de las sustancias presentes en la saliva de varias especies hematófagas, como las sanguijuelas (hirudina).
La hematofagia se puede clasificar en obligatoria o facultativa. Los animales hematófagos obligatorios no pueden sobrevivir con ningún otro alimento. Algunos ejemplos son los pitos (Rhodnius prolixus), una chinche asesina sudamericana, y el Cimex lectularius, la chinche de la cama humana. Los hematófagos facultativos, por su parte, adquieren al menos una parte de su nutrición de fuentes no sanguíneas en al menos una de sus formas sexualmente maduras. Ejemplos de ello son muchas especies de mosquitos, como Aedes aegypti, cuyos machos y hembras se alimentan de polen y zumo de frutas para sobrevivir, pero las hembras necesitan de sangre para producir sus huevos. Especies de moscas como Leptoconops torrens también pueden ser hematófagos facultativos. En especies anautogénicas, la hembra puede sobrevivir sin sangre, pero debe consumirla para producir huevos (los hematófagos obligatorios son, por definición, también anautogénicos).
Como práctica alimentaria, la hematofagia ha evolucionado de forma independiente en varios taxones de artrópodos, anélidos, nematodos y mamíferos. Por ejemplo, los dípteros (insectos con dos alas, como las moscas) incluyen once familias con hábitos hematófagos (más de la mitad de los 19 taxones de artrópodos hematófagos). Alrededor de 14 000 especies de artrópodos son hematófagos, incluyendo incluso algunos géneros que antes no se consideraban como tales, como las polillas del género Calyptra. Se cree que la hematofagia en los insectos, incluyendo los mosquitos, surgió a partir de orígenes fitófagos o entomófagos. También han evolucionado varias adaptaciones biológicas complementarias para localizar a los huéspedes (normalmente en la oscuridad, ya que la mayoría de las especies hematófagas son nocturnas y silenciosas para evitar su detección), como detectores físicos o químicos especiales para componentes del sudor, el CO2, el calor, la luz, el movimiento, etc. 

## Transmisión de enfermedades
Los hematófagos son frecuentemente vectores de enfermedades infecciosas, de manera que a menudo es sobre ellos que se centran los esfuerzos de erradicación. Entre los casos más notables están la malaria, transmitida por mosquitos del género Anopheles (ver fotografía); las tripanosomiasis, como la enfermedad del sueño, transmitida por moscas o la enfermedad de Chagas, transmitida por chinches de la familia Reduviidae; la enfermedad de Lyme, transmitida por garrapatas; o la leishmaniasis (el kala azar) transmitida por pequeños dípteros de la familia Phlebotomidae, la fiebre amarilla y la fiebre Chikunguña transmitida por el mosquito Aedes aegypti.

## Parásitos hematófagos
Especies que se nutren total o parcialmente con sangre de diferentes animales: 
- Arador de la sarna
- Chinches de las camas
- Garrapata
- Jején
- Ladilla
- Lamprea
- Chipo
- Mosquito (solo hembras adultas)
- Piojo
- Pulga
- Sanguijuela
- Tábano (solo hembras adultas)
- Tenia
- Candiru